# Кошицкий зоопарк
Кошицкий зоопарк (другие названия: Зоопарк в Кошице, Зоологический парк в Кошице, словац. ZOO Košice, словац. Košická zoologická záhrada) — зоологический парк, расположенный на площади 289 га в естественной среде района Кавечаны восточнословацкого города Кошице (Словакия). По объёму территории и выставочной площади Кошицкий зоопарк является самым большим зоопарком Словакии.
Строительство Кошицкого зоопарка началось в 1979 году, но для посетителей зоопарк был открыт только в 1986 году, его площадь тогда составляла 7 га, в зоопарке можно было увидеть 23 вида представителей большей частью карпатской фауны. В настоящее время в зоопарке проживает более 230 видов животных, здесь находится самый большой в Словакии вольер и самая большая территория обитания бурого медведя среди зоопарков Центральной Европы. В 2002 году успешно прошёл уникальный опыт размножения в неволе: родилось сразу пять медвежат, которые были записаны в Книгу рекордов Гиннесса. Двое из этих медвежат проживают в Кошицком зоопарке по сей день.
Кошицкий зоопарк — единственный в Словакии, где имеется Ботаническая научная тропа (2011), к которой со временем добавилась Птичья тропа (2012), Пчеловодческая тропа (2013) и Геологическая тропа (2015), цель которой — провести сравнительный анализ Карпатских гор с Алтайскими горами Центральной Азии. На маршруте научной тропы расположен единственный в Словакии ареал сибирских горных козлов и интерактивные элементы с геологическо-палеонтологической тематикой. Гуцульские лошади зоопарка в 1996 году вошли в генофонд Словацкой Республики. Гуцульские лошади используются не только как экспонаты, они также работают и на ипподроме. Поначалу зоопарк создавался в рамках городской молодёжной стройки. Изначально зоопарк был ориентирован преимущественно на евразийскую фауну, сейчас реализуется проект сделать из него универсальный зоопарк более широкой направленности, в котором будет представлена фауна всех континентов. К успехам в области селекции можно отнести разведение 2 тупорылых крокодилов, 5 европейской болотной черепах и 24 кубинских удавов.